# 恒庐

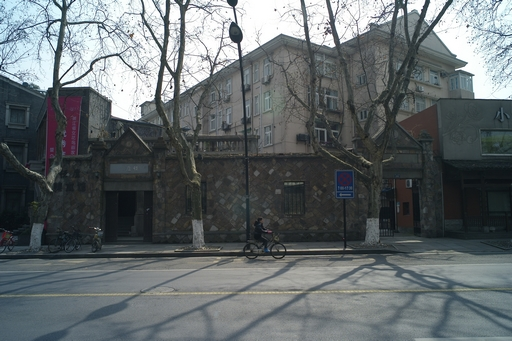

恒庐是一座杭州市历史建筑,位于中国浙江省杭州市上城区南山路202号。	
恒庐由张星一医师建于1935年,占地面积1.388亩，主楼是一座假三层西式洋房，青砖砌筑，共有大小房间20个。围墙为巨型山石砌就，门额由书画家余绍宋题字。1949年以后为民居杂院。2002年西湖南线改造，恒庐地块拍卖，由席挺军拍得，主楼拆除重建，经营恒庐美术馆。
2004年6月2日，恒庐公布为第一批杭州市历史建筑，编号1-49。。